# 紫陽花 (アリスの曲)
「紫陽花」（あじさい）は、アリスによる6枚目のシングル。1975年3月20日に東芝EMIから発売された。

## 解説
本作は2度発売されているが、2度目のシングルの発売日である1980年は4月にアリスがポリスター移籍後に発売の為、レコード会社主導リリースとみられる。
2020年10月28日に、1975年盤がMEG-CDで再発された。

### カバー
1980年8月5日、横山みゆきが2ndシングル（デビュー・シングルは「秋止符」）としてカバー。

## 収録曲
全作曲：堀内孝雄

### 1975年盤
1. 紫陽花
作詞：谷村新司　　編曲：青木望
2. 言葉にならない贈りもの
作詞：堀内孝雄　編曲：青木望

### 1980年盤
1. 紫陽花
2. 五年目の手紙
作詩：谷村新司　編曲：石川鷹彦

## 収録アルバム
| 曲名   | 収録アルバム                      | 発売日        | 販売形態           | 備考              |
| ------ | --------------------------------- | ------------- | ------------------ | ----------------- |
| 紫陽花 | 『3人だけの後楽園 VERY LAST DAY』 | 1982年11月7日 | スタジオ・アルバム | 7thライブアルバム |